# Joanna García

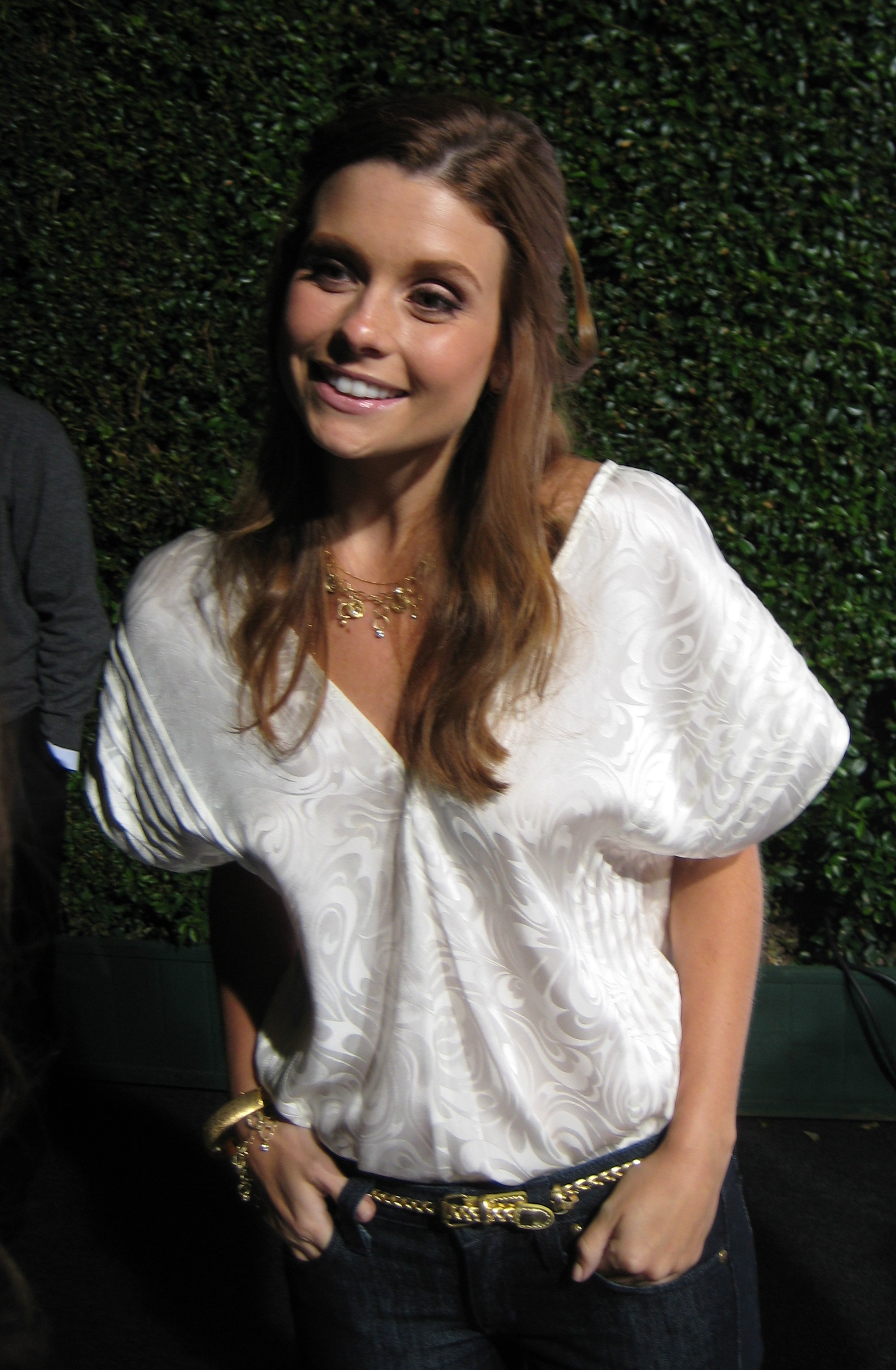
Joanna García (2008)

Joanna Leanna García Swisher (* 10. August 1979 in Tampa, Florida) ist eine US-amerikanische Schauspielerin.

## Leben und Karriere
Joanna Garcías Vater ist ein Arzt und ihre Mutter eine Hausfrau. Sie nahm als Kind an der Arbeit eines Schultheaters teil, wodurch der Sender Nickelodeon auf sie aufmerksam wurde und sie für Auftritte in einer Sendung verpflichtete. García studierte an der Florida State University, brach jedoch ihr Studium aufgrund der Arbeitsbelastung als Schauspielerin ab.
Im Fernsehdrama Holy Joe (1999) spielte García an der Seite von John Ritter und Meredith Baxter eine der größeren Rollen. Von 2001 bis 2007 spielte sie in der Fernsehserie Reba eine der Hauptrollen, für die sie 2005 für den Teen Choice Award nominiert wurde. Außerdem trat sie in dem Musikvideo zu Every Other Weekend ihrer Serienmutter Reba McEntire zusammen mit Steve Howey auf. In der Komödie A-List (2006) war sie in einer größeren Rolle an der Seite von Sally Kirkland und Daphne Zuniga zu sehen. Des Weiteren spielte sie 2008 als Megan Smith die Hauptrolle in der US-Serie Privileged an der Seite von Lucy Hale und Ashley Newbrough. Seit 2020 gehört sie zum Hauptcast der Serie Süße Magnolien, in der sie die Rolle der Maddie Townsend verkörpert.
García ist seit dem 11. Dezember 2010 mit dem Baseballprofi Nick Swisher verheiratet. Nach der Heirat änderte sie ihren Namen in García Swisher. Im Mai 2013 wurde die Tochter der beiden geboren. Ende Juni 2016 kam die zweite Tochter des Paares zur Welt.

## Filmografie (Auswahl)
- 1992: Superboy (Fernsehserie, 1 Episode)
- 1992: Clarissa Explains It All (Fernsehserie, 1 Episode)
- 1994: SeaQuest 2032 (Fernsehserie, 1 Episode)
- 1994–1996: Grusel, Grauen, Gänsehaut (Are You Afraid of the Dark?, Fernsehserie, 37 Episoden)
- 1996: Eine starke Familie (Step by Step, Fernsehserie, 1 Episode)
- 1996–1997: Second Noah (Fernsehserie, 3 Episoden)
- 1998: Party of Five (Fernsehserie, 5 Episoden)
- 1998: Love’s Deadly Triangle: The Texas Cadet Murder
- 1999: Dawson’s Creek (Fernsehserie, 1 Episode)
- 1999: Holy Joe
- 1999–2000: Voll daneben, voll im Leben (Freaks and Geeks, Fernsehserie, 5 Episoden)
- 2001: American Pie 2
- 2001: Nicht noch ein Teenie-Film! (Not Another Teen Movie)
- 2001–2007: Reba (Fernsehserie, 125 Episoden)
- 2006: A-List
- 2006: Im Bann der dunklen Mächte (The Initiation of Sarah)
- 2008: Extreme Movie
- 2008: A Very Merry Daughter of the Bride (Fernsehfilm)
- 2008: Welcome to the Captain (Fernsehserie, 5 Episoden)
- 2008–2009: Privileged (Fernsehserie, 18 Episoden)
- 2009: Gossip Girl (Fernsehserie, 4 Episoden)
- 2009: How I Met Your Mother (Fernsehserie, 1 Episode)
- 2010: Die Rache der Brautjungfern (Revenge of the Bridesmaids)
- 2010–2011: Better with You (Fernsehserie, 22 Episoden)
- 2012: Royal Pains (Fernsehserie, 4 Episoden)
- 2012–2013: Animal Practice (Fernsehserie, 9 Episoden)
- 2013: Prakti.com (The Internship)
- 2013–2018: Once Upon a Time – Es war einmal … (Once Upon a Time, Fernsehserie, 7 Episoden)
- 2014: The Mindy Project (Fernsehserie, 3 Episoden)
- 2015: The Astronaut Wives Club (Fernsehserie, 10 Episoden)
- 2015: Grandfathered (Fernsehserie, 1 Episode)
- 2016: Pitch (Fernsehserie, 3 Episoden)
- 2017: Fist Fight
- 2017–2018: Kevin (Probably) Saves the World (Fernsehserie, 16 Episoden)
- seit 2020: Süße Magnolien (Sweet Magnolias, Fernsehserie)
- 2021: As Luck Would Have It (Fernsehfilm)
- 2022: Christmas with the Campbells